# صبر برای زندگی
«صبر برای زندگی» (انگلیسی: Wait for Life) ترانه‌ای تهیه‌شده توسط امیلی هینی و با حضور آواز خواننده-ترانه‌سرای آمریکایی لانا دل ری است. این دو ترانه را در کنار توماس بارتلت نوشتند. این ترانه به عنوان تک‌آهنگی برای تبلیغنخستین آلبوم هینی، ما سقوط می‌کنیم، در ۲۹ ژانویه ۲۰۱۵ منتشر شد.